# Adam Leon
Pour les articles homonymes, voir Leon.
 (septembre 2024).
La mise en forme du texte ne suit pas les recommandations de Wikipédia : il faut le « wikifier ».
Les points d'amélioration suivants sont les cas les plus fréquents :
- Les titres sont pré-formatés par le logiciel. Ils ne sont ni en capitales, ni en gras.
- Le texte ne doit pas être écrit en capitales (les noms de famille non plus), ni en gras, ni en italique, ni en « petit »…
- Le gras n'est utilisé que pour surligner le titre de l'article dans l'introduction, une seule fois.
- L'italique est rarement utilisé : mots en langue étrangère, titres d'œuvres, noms de bateaux, etc.
- Les citations ne sont pas en italique mais en corps de texte normal. Elles sont entourées par des guillemets français : « et ».
- Les listes à puces sont à éviter, des paragraphes rédigés étant largement préférés. Les tableaux sont à réserver à la présentation de données structurées (résultats, etc.).
- Les appels de note de bas de page (petits chiffres en exposant, introduits par l'outil «  Source ») sont à placer entre la fin de phrase et le point final[comme ça].
- Les liens internes (vers d'autres articles de Wikipédia) sont à choisir avec parcimonie. Créez des liens vers des articles approfondissant le sujet. Les termes génériques sans rapport avec le sujet sont à éviter, ainsi que les répétitions de liens vers un même terme.
- Les liens externes sont à placer uniquement dans une section « Liens externes », à la fin de l'article. Ces liens sont à choisir avec parcimonie suivant les règles définies. Si un lien sert de source à l'article, son insertion dans le texte est à faire par les notes de bas de page.
- La présentation des références doit suivre les conventions bibliographiques. Il est recommandé d'utiliser les modèles {{Ouvrage}}, {{Chapitre}}, {{Article}}, {{Lien web}} et/ou {{Bibliographie}}. Le mode d'édition visuel peut mettre en forme automatiquement les références.
- Insérer une infobox (cadre d'informations à droite) n'est pas obligatoire pour parachever la mise en page.

Pour une aide détaillée, merci de consulter Aide:Wikification.
Si vous pensez que ces points ont été résolus, vous pouvez retirer ce bandeau et améliorer la mise en forme d'un autre article.
Adam Leon est un réalisateur et scénariste américain travaillant à New York. Son premier long métrage, Gimme the Loot (2012), a remporté le Grand Prix du Jury à South by Southwest et a été présenté en première internationale au Festival de Cannes (Un Certain Regard) en 2012. Le deuxième long métrage de Leon, Tramps , a été présenté en première au Festival international du film de Toronto en 2016, où Netflix a acquis les droits mondiaux. Son dernier film, Italian Studies, met en vedette Vanessa Kirby. Les films de Leon ont été acclamés par la critique,.

## Biographie
Né et élevé à Manhattan, Leon a fréquenté le Hunter College High School et est diplômé de l'Université de Pennsylvanie.  Il a travaillé comme assistant de production et comme coordinateur dans divers festivals de cinéma. Pendant cette période, il a réalisé plusieurs courts métrages et clips musicaux, notamment la co-réalisation et la co-écriture du court métrage Killer, qui a été présenté en première au festival New Directors/New Films en 2009. Le court métrage a présenté les débuts de Ty Hickson qui jouera plus tard dans Gimme the Loot.

## Gimme the Loot (Donne-moi le butin)
Le premier long-métrage de Leon suit l'histoire de deux graffeurs du Bronx qui, au cours de deux jours d'été, tentent de taguer la célèbre pomme du home run des Mets dans une tentative de gloire et de vengeance contre une équipe rivale. Le film a reçu des critiques positives, avec un score de 92 % sur la base de l'agrégateur de critiques Rotten Tomatoes, Roger Ebert le qualifiant de « film remarquablement naturel et sans affectation sur l'amitié » et d'autres critiques positives notables provenant du New York Times, du Los Angeles Times, du Christian Science Monitor, de NPR, de Entertainment Weekly, du Chicago Tribune, du Wall Street Journal et du Chicago Sun-Times. Lors de sa sortie en salle en 2013, le film a été officiellement « présenté » par le cinéaste oscarisé Jonathan Demme.

## Tramps (Les clochards)
Tramps (Les clochards), le deuxième long métrage de Leon, a été présenté en avant-première au Festival international du film de Toronto en 2016, où Netflix a acquis les droits mondiaux. Tramps met en vedette Callum Turner et Grace Van Patten et Mike Birbiglia dans un rôle secondaire. Il a reçu des éloges de la critique, obtenant une note de 95 % sur Rotten Tomatoes en septembre 2017.

## Prix et distinctions sélectionnés
- Grand Prix du Jury SXSW 2012 (gagné)[11]
- Festival de Cannes 2012 Caméra d'or (nommé)[12]
- Independent Spirit Awards 2013 Quelqu'un à surveiller (gagné)[13]
- Independent Spirit Awards 2013 Meilleur premier film (nommé)[14]
- Gotham Awards 2013 Meilleur premier long métrage (nommé)